# Simone Weil
Simone Weil (pronunciado /simɔn vɛj/ (escucharⓘ); París, 3 de febrero de 1909 - Ashford, 24 de agosto de 1943) fue una filósofa, activista política y mística francesa. Formó parte de la Columna Durruti durante la guerra civil española y perteneció a la Resistencia francesa durante la Segunda Guerra Mundial. Dejó abundantes escritos filosóficos, políticos y místicos, incentivados por su publicación tras su muerte en 1943 a causa de tuberculosis. Albert Camus la describió como «el único gran espíritu de nuestro tiempo».

## Biografía

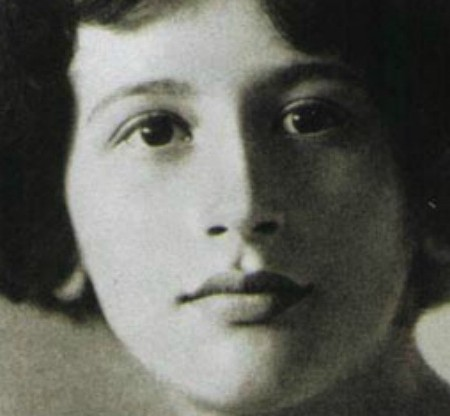
Simone Weil (1921).

Simone Weil nació en el seno de una familia judía intelectual y laica: su padre era un médico renombrado y su hermano mayor, André Weil, un matemático reputado. Estudió filosofía y literatura clásica, y fue alumna de Alain (Émile Chartier). A los diecinueve años de edad ingresó, con la calificación más alta, seguida por Simone de Beauvoir, en la Escuela Normal Superior de París. Se graduó a los veintidós años y comenzó su carrera docente en diversos liceos (Le Puy-en-Vlay, Auxerre y Roanne)
En uno de sus escritos autobiográficos, Simone De Beauvoir comentó sobre Weil: «Una gran hambruna había sacudido China, y me dijeron que ella (S. Weil) prorrumpió en sollozos cuando recibió aquella noticia; esas lágrimas me obligaron a respetarla aún más que por sus dotes para la filosofía. La envidiaba porque tenía un corazón capaz de latir para todo el mundo. Un día pude conocerla. No sé cómo entablamos conversación; me explicó en un tono cortante que una sola cosa contaba hoy en toda la Tierra: una revolución que diera de comer a todo el mundo. De manera no menos perentoria le objeté que el problema no es hacer felices a los hombres, sino encontrar un sentido a su existencia. Ella me miró fijamente. "Cómo se nota que usted nunca ha pasado hambre". Este fue el final de nuestras relaciones».
Al comienzo de los años 1930, partió por algunas semanas a Alemania y a su regreso escribió algunos artículos donde expresó con lucidez hacia dónde se dirigía dicho país. Encontró un país socioeconómicamente hundido con una izquierda profundamente dividida (el partido comunista de Alemania controlado por Stalin libraba una lucha contra la socialdemocracia como "enemigo principal") y un partido nazi en ascenso imparable. Para ella las consecuencias serían inevitables.
A los veintitrés años de edad fue transferida del liceo donde trabajaba por encabezar una manifestación de obreros cesantes. Los problemas con los superiores de los liceos se sucedieron, por cuestiones políticas y de metodología docente, lo que significó que una y otra vez fuera transferida de liceo.  
En aquella época desarrolló su compromiso político que le llevaba a cooperar en la formación de los obreros a través de charlas y clases sindicales, a publicar en diferentes revistas de carácter político y filosófico, y a ayudar a los refugiados que huían del nazismo.  Disponía de un piso familiar en París, en la calle Auguste Comte, cerca de los Jardines de Luxemburgo, donde durante un tiempo se escondió León Trotski junto a su esposa Natalia Sedova, su hijo mayor Lev y dos guardaespaldas. Durante la estancia de León Trotski en la casa de los padres de Simone, mantuvieron acaloradas discusiones políticas sobre los medios que se podían usar para realizar la revolución y el valor que se le daba a las vidas humanas en la dictadura del proletariado.
A los veinticinco años, abandonó provisionalmente su carrera docente para huir de París y, durante 1934 y 1935, trabajó como obrera en Renault: «Allí recibí la marca del esclavo», dijo. En 1941, ya en Marsella, trabajó como obrera agrícola. Pensaba que el trabajo manual debía considerarse como el centro de la cultura y sostuvo que la separación creciente a lo largo de la historia entre la actividad manual y la actividad intelectual había sido la causa de la relación de dominio y poder que ejercían los que manejaban la palabra sobre los que se ocupaban de las cosas.
Pacifista radical, luego sindicalista revolucionaria, finalmente llegó a pensar que solo era posible un reformismo revolucionario: los pobres estaban tan explotados que no tenían la fuerza de alzarse contra la opresión y, sin embargo, era absolutamente imprescindible que ellos mismos tomaran la responsabilidad de su revolución. Por eso era necesario crear condiciones menos opresivas mediante avances reformistas para facilitar una revolución responsable, menos precipitada y violenta.
Sindicalista en la educación, se mostró a favor de la unidad sindical y escribió en la revista La Escuela Emancipada. Antiestalinista, participó desde 1932 en el Círculo comunista democrático de Boris Souvarine, a quien había conocido a través de Nicolás Lazarévitch. Participó en la huelga general de 1936. Militó apasionadamente por un pacifismo intransigente pero, al mismo tiempo, formó parte de la columna Durruti en España que luchaban contra el levantamiento militar encabezado por Francisco Franco. Fue periodista voluntaria en Barcelona y se incorporó a los combatientes armados en el frente de Aragón, participando en alguna acción de guerra. Tras ser testigo del fusilamiento de un joven falangista, escribió en su diario: «Me tumbo de espaldas, miro las hojas, el cielo azul. Es un día precioso. Si caigo presa, me matarán...Pero lo tengo merecido. Los nuestros han vertido sangre de sobra. Soy moralmente cómplice. Se están produciendo formas de control y casos de inhumanidad absolutamente contrarios al ideal libertario». Meses después se dirigió al escritor católico francés Georges Bernanos, quien por su parte había denunciado, a pesar de tener un hijo luchando junto con los sublevados, las atrocidades del bando franquista en Mallorca (Los grandes cementerios bajo la luna, 1938), reconociendo la honestidad de su denuncia: «Nunca nadie ni entre los españoles ni los franceses que estaban en España combatiendo o de visita –estos últimos casi siempre intelectuales inofensivos–, habló de las matanzas inútiles con repulsa, disgusto o rechazo siquiera. Sí, es verdad que el miedo desempeña un papel importante en la carnicería; pero donde yo estaba no parecía tener tanta importancia [...] Mi teoría es que una vez que las autoridades temporales y espirituales han decidido que las vidas de ciertas personas carecen de valor, nada es tan natural en el hombre como matar. Tan pronto como los hombres saben que pueden matar sin temor a represalias, empiezan a matar, o al menos, animan a los asesinos con sonrisas de aprobación». Pese a esto, siguió defendiendo la revolución como necesaria  . Fue durante esta etapa cuando se la relacionó con el dibujante José Luis Rey Vila, que posiblemente adoptó el seudónimo Sim en homenaje a Simone.

### Segunda Guerra Mundial
Lúcida sobre lo que estaba sucediendo en Europa, nunca tuvo demasiadas ilusiones de las amenazas que desde el comienzo de la guerra se cernían sobre ella y su familia. Su familia estaba en grave peligro de ser clasificada como no-aria, con las consecuencias del caso. Irónicamente, Weil no tuvo formación judía alguna. Sus escritos religiosos son netamente cristianos, si bien sumamente heterodoxos. Su posición frente al judaísmo y a la identidad comunitaria judía es de rechazo explícito y total, propiciando que haya sido acusada de «autoodio» por algunos autores.
Cuando en 1940 fue obligada a huir de París y refugiarse en Marsella, escribió para exponer una filosofía que se quería proyecto de reconciliación —siempre dolorosa— entre la modernidad y la tradición cristiana, tomando como brújula el humanismo griego.
En 1942, visitó a sus padres y hermano en Estados Unidos, pero más tarde partió hacia Inglaterra para incorporarse a la resistencia, aunque se vio limitada a trabajar como redactora en los servicios de Francia Libre, liderada por el general Charles de Gaulle. En julio de 1943 dejó de pertenecer a esta organización. 
En este período final de su vida profundizó en la espiritualidad cristiana. Sin embargo, su acercamiento fue heterodoxo y no excluyó el interés por otras tradiciones religiosas. También se interesó en estos años por la no violencia preconizada por Gandhi —que ella juzgaba más reformista que revolucionaria— y tuvo algunos encuentros con Lanza del Vasto.
En 1943 se le diagnosticó tuberculosis. Se internó en un sanatorio de Ashford, en Inglaterra, donde falleció en agosto con 34 años. Algunos de sus biógrafos subrayan su deseo de compartir las condiciones de vida de la Francia ocupada por la Alemania nazi, lo que la habría llevado a no alimentarse lo suficiente, agravando así su enfermedad. 
Según el testimonio de Simone Deltz, amiga que le acompañó en el sanatorio en que murió, fue bautizada poco antes de morir.
Todas sus obras aparecieron después de su muerte, editadas por sus amigos. Albert Camus, uno de sus editores y amigo, admiró su obra como una de las más importantes del fin de la guerra. Camus la describió en 1951 como «el único gran espíritu de nuestro tiempo». T.S. Eliot dijo que la obra de Simone Weil pertenecía a ese género de «prolegómenos de la política, libros que los políticos rara vez leen, y que tampoco podrían comprender y aplicar». Consideraba que debían ser leídos por los jóvenes antes de que las propagandas políticas anularan su capacidad de pensamiento.

## Obras

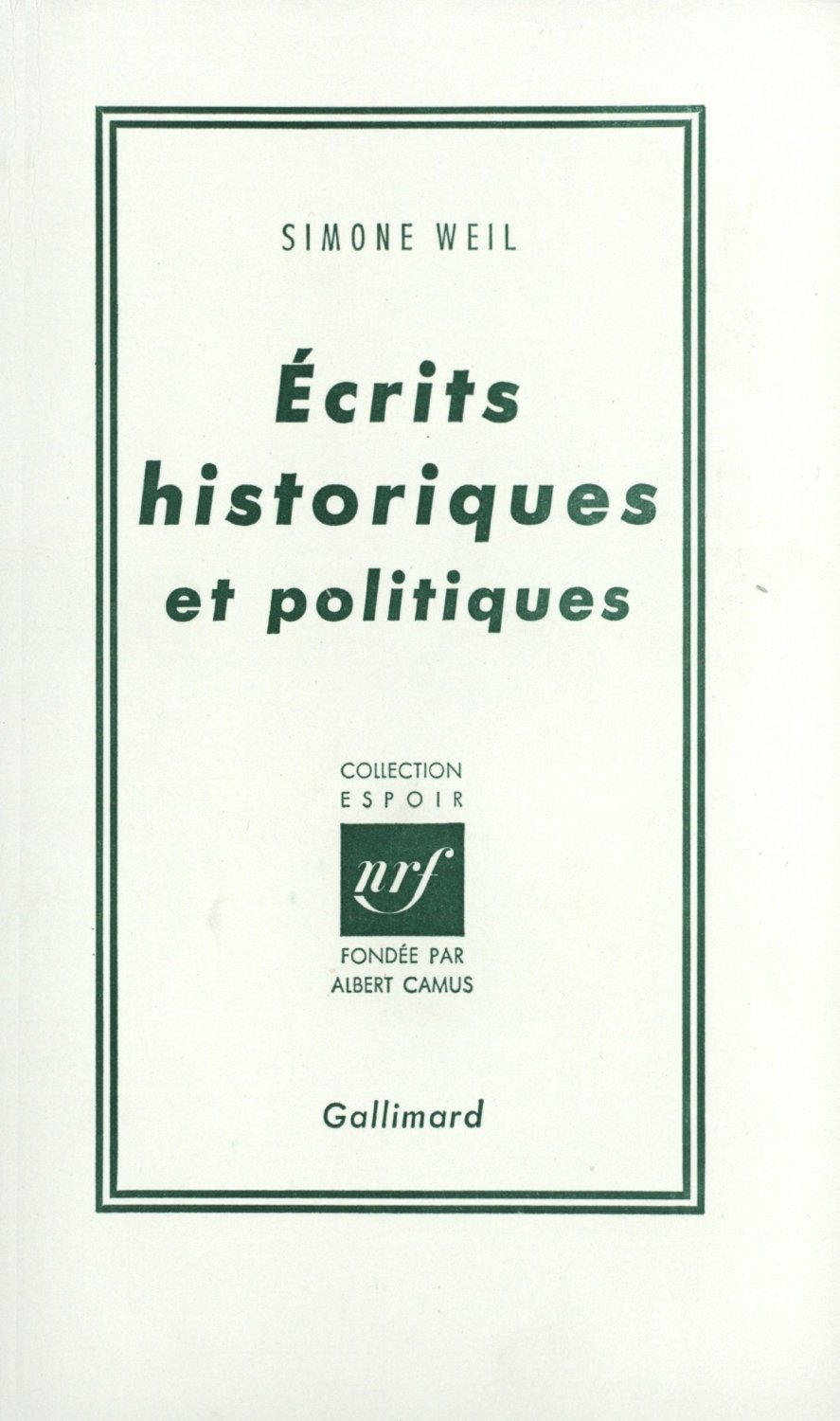
Primera edición de Escritos históricos y políticos

- La Ilíada o el poema de la fuerza (Carlos Ortega, Agustín López, María Tabuyo, trads.). Trotta. 2023. ISBN 978-84-1364-106-5.

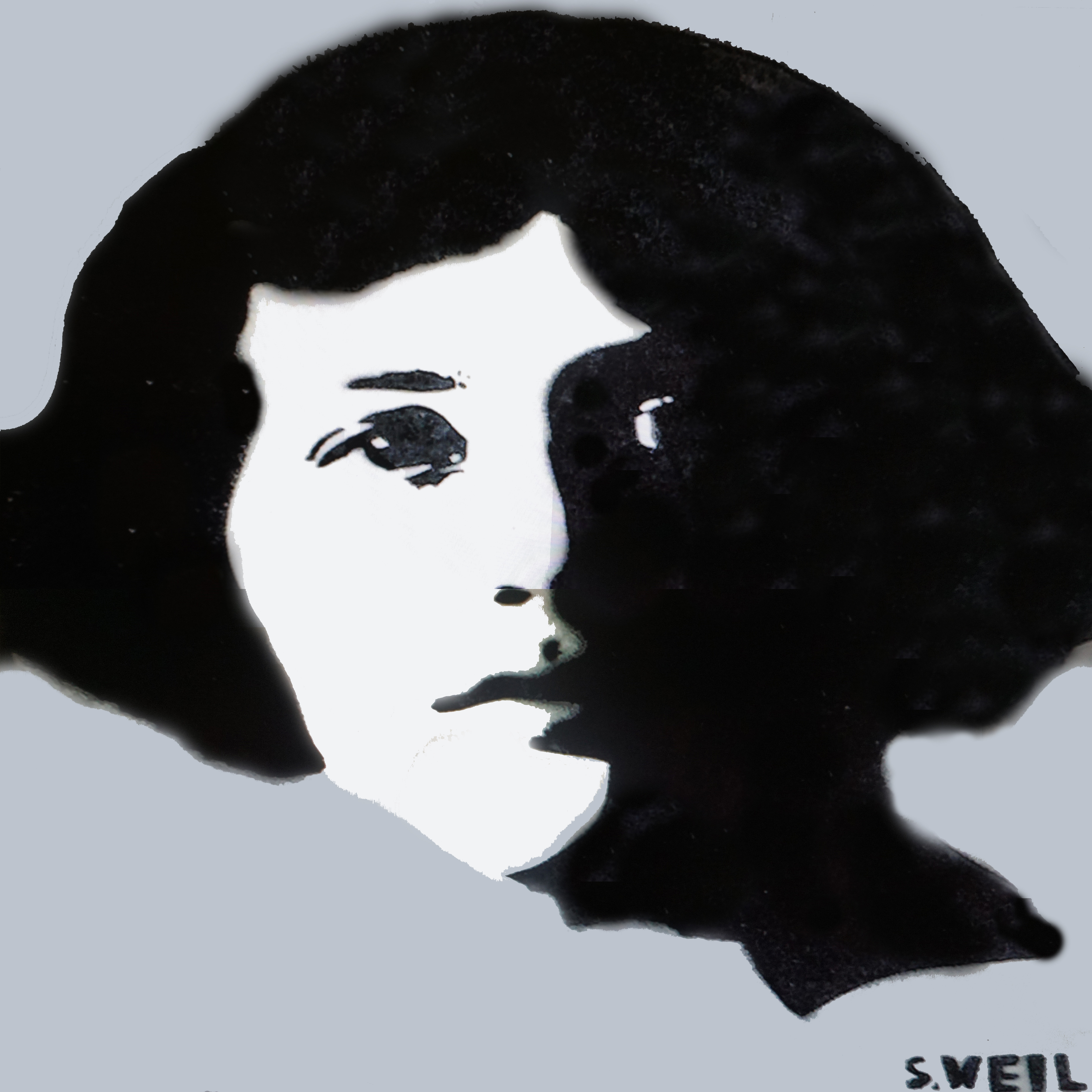
Imagen de arte urbano de Simone Weil en Berlin-Kreuzberg (2019)

- Opresión y libertad. Ensayos de crítica social y política. Traducción castellana de Luis González Castro. Barcelona: Página Indómita. 2020. ISBN 978-84-949992-7-7.
- Primeros escritos filosóficos. Biblioteca Simone Weil. Madrid: Editorial Trotta. 2018. ISBN 978-84-9879-759-6.
- Reflexiones sobre las causas de la libertad y de la opresión social. Colección Estructuras y Procesos. Filosofía. Madrid: Editorial Trotta. 2015. ISBN 978-84-9879-566-0.
- La condición obrera. Introducción Robert Chenavier. Colección Estructuras y Procesos. Ciencias Sociales. Madrid: Editorial Trotta. 2014. ISBN 978-84-9879-468-7.
- Escritos históricos y políticos. Prólogo de Francisco Fernández Buey. Colección Estructuras y Procesos. Ciencias Sociales. Madrid: Editorial Trotta. 2007. ISBN 978-84-8164-895-9.

- Poemas seguido de Venecia salvada. Traducción, Introducción y Notas de Adela Muñoz Fernández. Colección La Dicha de Enmudecer. Madrid: Editorial Trotta. 2006. ISBN 978-84-8164-855-3.
- Sobre la ciencia. Traducción de Silvio Mattoni. Buenos Aires: Editorial El cuenco de plata. 2006. ISBN 978-987-1228-24-9.
- La fuente griega. Colección Estructuras y Procesos. Religión. Madrid: Editorial Trotta. 2005. ISBN 978-84-8164-747-1.
- Intuiciones precristianas. Colección Estructuras y Procesos. Religión. Madrid: Editorial Trotta. 2004. ISBN 978-84-8164-684-9.
- El conocimiento sobrenatural. Colección Estructuras y Procesos. Religión. Madrid: Editorial Trotta. 2003. ISBN 978-84-8164-557-6.
- Cuadernos. Colección Estructuras y Procesos. Religión. Madrid: Editorial Trotta. 2001. ISBN 978-84-8164-455-5.
- Escritos de Londres y últimas cartas. Colección Estructuras y Procesos. Religión. Madrid: Editorial Trotta. 2000. ISBN 978-84-8164-314-5.
- Eric O. Springsted, ed. (2000). Escritos esenciales. Santander: Editorial Sal Terrae. ISBN 978-84-293-1338-3.
- Carta a un religioso. Colección Minima Trotta. Madrid: Editorial Trotta. 1998. ISBN 978-84-8164-265-0.
- Echar raíces. Texto escrito en 1943, a petición del gobierno francés en el exilio. Traducción J. C. González y J. R. Capella. Colección Estructuras y Procesos. Ciencias Sociales. Madrid: Editorial Trotta. 1996. ISBN 978-84-8164-123-3.
- A la espera de Dios. Contiene seis cartas dirigidas al padre Perrin y varios ensayos escritos en 1942. Colección Estructuras y Procesos. Religión. Quinta edición 2009. Madrid: Editorial Trotta. 1996. ISBN 978-84-87699-60-3.
- Pensamientos desordenados. Colección Estructuras y Procesos. Religión. Madrid: Editorial Trotta. 1995. ISBN 978-84-8164-079-3.
- La gravedad y la gracia. Contiene lo esencial de los cuadernos redactados en Marsella. Traducción e introducción de Carlos Ortega. Colección Estructuras y Procesos. Religión. Cuarta edición 2007. Editorial Trotta: Madrid. 1994. ISBN 978-84-8164-223-0.
- Reflexiones sobre las causas de la libertad y de la opresión social. Texto escrito por Simone Weil en 1934. Traducción castellana de Carmen Revilla. Barcelona: Paidós Ibérica. 1995. ISBN 978-84-493-0118-6.
- Ensayos sobre la condición obrera. Contiene varias cartas sobre el tema escritas entre 1934 y 1936, un diario sobre la vida en la fábrica en 1934 y reflexiones de la autora sobre la condición obrera redactadas entre 1936 y 1942. Traducción castellana de Antonio Jutglar. Barcelona: Editorial Nova Terra. 1962.